# Macrinus
Marcus Opellius Macrinus (164 – červen/červenec 218) byl římský císař panující od 11. dubna 217 do 8. června 218. Jako císař užíval jména Marcus Opellius Severus Macrinus.

## Původ a kariéra
Macrinus byl původem Berber, narozený ve městě Caesarea v dnešním Alžírsku. O jeho rodičích chybí bližší údaje a je sporné, zda byli již příslušníky jezdeckého stavu – spíše se zdá, že teprve Macrinovi se podařilo postoupit do řad jezdců. Zprávy, že Macrinus byl jako mladík císařským otrokem v Římě, či dokonce gladiátorem, se pokládají za pozdější pomluvy jeho protivníků, postrádající jakoukoli historickou věrohodnost.
Macrinus byl v Římě činný jako obhájce a patřil k chráněncům mocného prefekta pretoriánů Plautiana. Po jeho zavraždění roku 205 působil na sklonku Severovy vlády v různých úřadech, dokud jej císař Caracalla nejmenoval v roce 212 jedním ze dvou prefektů pretoriánů. Tím získal Macrinus mocenskou základnu, kterou později využil při převzetí vlády v říši. V letech 216–217 doprovázel Caracallu na jeho tažení proti Parthům.

## Proklamace za císaře
O Macrinově nástupu na trůn se dochovaly protichůdné zprávy. V jádru důvěryhodné jsou informace, že v roce 217 kolovalo v říši proroctví o jeho budoucí vládě – takové pověsti znamenaly pro kohokoli smrtelné nebezpečí, jelikož Caracalla všechny své potenciální protivníky odstraňoval. Macrinus pravděpodobně musel Caracallu předejít a vzhledem k jeho oblíbenosti u vojska neměl jinou možnost než svou účast na spiknutí udržet v tajnosti. To se mu v zásadě i podařilo, neboť 8. dubna 217 byl Caracalla na cestě z Edessy do Karrh zavražděn Iuliem Martialem, který – alespoň navenek – mstil osobní křivdu. Římské vojsko, nacházející se stále ještě ve válce s Parthy, se ocitlo bez císaře.
Macrinus potřeboval plné tři dny, než zdráhající se vojáky získal na svou stranu; pomohlo mu, že druhý prefekt pretoriánů Marcus Oclatinius Adventus císařskou hodnost odmítl. Dne 11. dubna 217 provolaly jednotky Macrina za císaře, a požehnaly tak faktické změně dynastie, neboť Caracalla měl řadu příbuzných, kteří mohli uplatňovat své nároky na trůn. Macrinus se stal vůbec prvním jezdcem vládnoucím římské říši – všichni předchozí císaři byli senátory. A přestože šlo z hlediska senátu o nebezpečný precedens, většina jeho příslušníků se radovala ze smrti nenáviděného Severova syna, takže Macrinus brzy došel uznání. Senátoři nepochybně ocenili i to, že se Macrinus prezentoval velmi vstřícně a usilovně se je snažil získat pro svou věc.

## Mír s Parthy
Protože Macrinus prakticky postrádal vojenské zkušenosti a nebyl ani oblíben ve vojsku, neměl velký zájem na pokračování války s Parthy, kterou rozpoutal jeho předchůdce. Brzy po převzetí vlády proto nabídl králi Artabanu IV. mír, jeho návrh však Parthové pochopili jako projev římské slabosti a kladli si vysoké požadavky. Opět vzplanuly boje a během třídenní bitvy nedaleko Nisibis utrpěli Římané těžké ztráty. Po dalším kole vyjednávání byl nakonec mír na jaře 218 přece jen uzavřen – Macrinus musel Parthům vyplatit 200 milionů sesterciů, aniž by ovšem utrpěl územní ztráty. Poslední římsko-parthská válka tedy skončila faktickou římskou porážkou, třebaže ji Macrinus – především na mincích – vydával za velké vítězství.

## Finanční politika
Vážným problémem, s nímž se musel Macrinus potýkat, byl neutěšený stav financí, způsobený rozhazovačnou politikou císaře Caracally. Zvýšení žoldu vojákům, které Caracalla nařídil, spojené s různými mimořádnými dary legiím vyprázdnily státní pokladnu. Macrinus byl navíc nucen vyplácet obrovskou sumu Parthům jako cenu za uzavřený mír, což situaci ještě zhoršilo. Protože nechtěl sáhnout ke zvyšování daní či konfiskacím soukromého majetku bohatších vrstev, rozprodával postupně císařský majetek a snažil se snižovat výdaje. Tváří v tvář přemrštěným požadavkům armády však musel postupovat velmi opatrně.

## Povstání proti Macrinovi
Caracalla ani jeho bratr Geta po sobě nezanechali mužské dědice, početné příbuzenstvo však měli Severovci v Sýrii – jednalo se o potomky sestry císařovny Iulie Domny Iulie Maesy. Maesa měla dvě dcery a dva vnuky, což představovalo vzhledem k popularitě severovské dynastie nemalý politický kapitál. Protože vojáci byli na Macrina rozezlení kvůli potupnému míru s Parthy i úsporným opatřením, dali se snadno ovlivnit Maesiným tvrzením, že její čtrnáctiletý vnuk Varius Avitus je ve skutečnosti Caracallův nemanželský syn. Ve 3. galské legii, ležící poblíž syrské Emesy, došlo ke vzpouře a 16. května 218 byl Varius Avitus proklamován za císaře. Maesa slíbila rebelujícím vojákům velkou odměnu, pokud její vnuk dosáhne trůnu.
Macrinus reagoval tím, že svého desetiletého syna Diadumeniana, jemuž již dříve udělil titul caesar, prohlásil za císaře a svého spoluvládce. Zároveň se snažil vzpouru v zárodku potlačit – avšak neúspěšně.

## Macrinova porážka a smrt
Dne 8. června 218 se poblíž Antiochie střetly jednotky věrné Macrinovi s legiemi uznávajícími Maesina vnuka. Bitva měla chaotický průběh, neboť oběma vojskům chybělo patřičné velení, nakonec se však Macrinus – patrně předčasně – dal na útěk, což zpečetilo jeho porážku. Zachránit se mu už nepodařilo ani svého syna, kterého v rychlosti odeslal k parthskému králi do bezpečí – na hranicích u města Zeugma byl Diadumenianus zadržen a brzy nato zabit.
Sám Macrinus se snažil v přestrojení dostat do Říma, kde senát odepřel jeho vyzyvateli uznání, avšak u Chalkedonu byl i on zajat a při převozu do Sýrie usmrcen. Nový císař, který přijal jméno Marcus Aurelius Antoninus (do dějin ale vstoupil pod přezdívkou Heliogabalus), nad ním vyhlásil damnatio memoriae.